# Responsabilità giuridica
La responsabilità giuridica consiste nell'obbligo ed obbligazioni che si riconnettono per il compimento di atti da parte di singoli cittadini, enti, pubbliche amministrazioni. In sostanza ogni soggetto giuridico è giuridicamente responsabile.

## Tipologia
La responsabilità giuridica può essere:
1. responsabilità oggettiva;
2. responsabilità civile;
3. responsabilità penale;
4. responsabilità amministrativa;
5. responsabilità contabile;
6. responsabilità disciplinare.

Le istituzioni in quanto tali sono responsabili sia civilmente che amministrativamente, mentre non potevano essere responsabili penalmente, precedentemente all'entrata in vigore del d.lgs 8 giugno 2001 n. 231.

## Caratteristiche generali
La responsabilità penale è, infatti, una responsabilità di tipo personale, cioè si può essere penalmente responsabili solo per fatti propri. In tal caso, quindi, risponderanno penalmente solo i singoli impiegati preposti ad uffici pubblici e non l'ente in quanto tale, nei cui confronti può in ogni caso residuare una responsabilità civile.
La responsabilità amministrativa si riconnette al compimento di un atto punito con una sanzione amministrativa, in genere meno grave della responsabilità penale. Sono punibili amministrativamente solo le persone fisiche, laddove le persone giuridiche e gli enti privi di personalità hanno solo un'obbligazione solidale.
La responsabilità contabile discende dal maneggio di pubblico denaro. Essa è sottoposta al controllo della corte dei conti e può riguardare qualunque persona fisica.
La responsabilità disciplinare riguarda i comportamenti che si hanno nell'ambito di un lavoro od una professione. Essa è comminata, seguendo la legge o i contratti collettivi di lavoro ed ha conseguenze che sono differenti dalle altre responsabilità.